# 唐·弗兰奇
唐·罗马·弗兰奇（Dawn Roma French，1957年10月11日—）是一位英国女演员、作家。以出演并为BBC情景喜剧《弗兰奇与桑德斯》写作剧本出名，此外比较有名的角色还包括《蒂博雷的牧师》中的杰拉尔丁·肯尼迪。她曾七次获英國學術電視獎提名，并获BAFTA终身成就奖。

## 早年
弗兰奇出生于威尔士霍利希德，在独立学校圣邓斯坦修道院学校（今属普利茅斯学院）上学。她的父亲丹尼斯·弗农·弗兰奇（Denys Vernon French）和母亲费利西蒂·罗马·弗兰奇（Felicity Roma French；娘家姓 O'Brien）1953年在普利茅斯结婚，其父是皇家空军军官，而她的学费有一部分是军队垫付的。由于父亲工作的关系，她后来转学至凯斯特尔的凯斯特尔语法学校，后来赢得奖学金前往纽约的史宾斯学校读书。
1977年就读中央演講和戲劇學院，认识后来的事业伙伴珍妮弗·桑德斯。

## 事业
1982年她在BBC4台的《The Comic Strip Presents》上首次出镜，1987年为《弗兰奇和桑德斯》写就剧本并在其中出镜。1991年至1999年出演《最可怕的谋杀》。后来又出演理查德·柯蒂斯为她量身打造的《蒂博雷的牧师》中的杰拉尔丁·肯尼迪。此外还曾在一些综艺节目中担任嘉宾。